# Heikki Hirvonen
Heikki Hirvonen (Rääkkylä, 8 febbraio 1895 – Riihimäki, 19 agosto 1973) è stato uno sciatore di pattuglia militare e sci orientista finlandese.

## Biografia
Sergente maggiore, a Chamonix-Mont-Blanc 1924 partecipò alla gara di pattuglia militare: fece parte della squadra finlandese, guidata da Väinö Bremer e composta anche da August Eskelinen e Ville Mattila, che conquistò la medaglia d'argento con il tempo di 4:00:10. Meglio di loro fece solo la nazionale svizzera, con 3:56:06.
Nel 1932 vinse i Campionati militari finlandesi nella sci orientamento a squadre.

## Palmarès

### Pattuglia militare

#### Olimpiadi
- 1 medaglia:
  - 1 argento (pattuglia militare a Chamonix-Mont-Blanc 1924)